# Цифровой гендерный разрыв
Цифровой гендерный разрыв определяется как предубеждения в технологическом секторе и использовании цифровых технологий. 

## Предпосылки
Системы образования все чаще пытаются обеспечить справедливое и высококачественное обучение цифровым навыкам. Хотя цифровые навыки открывают пути к дальнейшему развитию умений и новым возможностям в технологической сфере, женщины и девочки по-прежнему отстают во владении цифровыми навыками. В глобальном масштабе гендерный разрыв во владении цифровыми навыками растёт, несмотря на как минимум десятилетие национальных и международных усилий по его устранению. Экономические и политические интересы его показателей также были поставлены под сомнение.

## Пробел в цифровых навыках
Женщины с меньшей вероятностью знают, как пользоваться смартфоном, ориентироваться в Интернете, использовать социальные сети и понимать, как защитить свою информацию в цифровой среде (речь идёт о способностях, лежащих в основе жизненных и рабочих задач и актуальных для людей всех возрастов во всем мире). Существует разрыв от самых низких уровней владения навыками, таких как использование приложений на мобильном телефоне, до самых продвинутых навыков, таких как разработка компьютерного программного обеспечения для поддержки анализа больших наборов данных.
Женщины во многих странах на 25 % реже, чем мужчины, знают, как использовать ИКТ для основных задач, таких как использование простых арифметических формул в электронной таблице. По оценкам ЮНЕСКО, мужчины примерно в четыре раза чаще, чем женщины, обладают передовыми навыками в области ИКТ, такими как способность программирования. В странах G20 7 % изобретений в области ИКТ принадлежат женщинам, а в среднем по миру этот показатель составляет 2 %. По оценкам специалистов по подбору персонала для технологических компаний в Силиконовой долине, число кандидатов на технические должности в области искусственного интеллекта (ИИ) и науки о данных часто составляет менее 1 % женщин. Чтобы подчеркнуть разницу, в 2009 году в STEM работали 2,5 миллиона женщин с высшим образованием по сравнению с 6,7 миллионами мужчин. Общая численность рабочей силы в то время составляла 49 % женщин и 51 % мужчин, что подчёркивает очевидный разрыв.
Хотя гендерный разрыв в цифровых навыках очевиден вне зависимости от региональных границ и уровней дохода, он более заметен для женщин старшего возраста, менее образованных, бедных или проживающих в сельской местности и развивающихся странах. У женщин гораздо меньше шансов получить высшее образование в любой области STEM по сравнению с их коллегами-мужчинами. Разрыв в цифровых навыках пересекается с проблемами бедности и доступа к образованию.

### Первопричины
Женщинам и девочкам может быть трудно получить доступ к общественным средствам ИКТ из-за небезопасных дорог, ограничений их свободы передвижения или из-за того, что сами средства ИКТ считаются непригодными для женщин.
Женщины могут не иметь финансовой независимости, необходимой для приобретения цифровых технологий или оплаты доступа в Интернет. Цифровой доступ, даже если он доступен, может контролироваться мужчинами или ограничиваться набором контента, известным как «розовый контент», посвященный внешности женщин, свиданиям или их роли жён и матерей. Опасения, связанные с безопасностью и домогательствами (как онлайн, так и офлайн), также мешают многим женщинам и девочкам пользоваться ИКТ.
Во многих случаях женщины и девочки сталкиваются с проблемами физического насилия, если они владеют цифровыми устройствами или берут их напрокат, что в некоторых случаях приводит к тому, что они используют устройства тайно, что делает их более уязвимыми для онлайн-угроз и затрудняет улучшение владения цифровыми навыками.
Стереотип о технологиях как о мужской сфере распространён во многих случаях и влияет на уверенность девочек в своих способностях в цифровой сфере с раннего возраста. В странах ОЭСР 0,5 % девочек стремятся к карьере, связанной с ИКТ, в возрасте 15 лет по сравнению с 5 % мальчиков. Так было не всегда. На заре электронных вычислений после Второй мировой войны разработка программного обеспечения в промышленно-развитых странах считалась «женской работой». Менеджеры фирм, занимающихся ранними технологиями, допускали женщин, хорошо подходящих для программирования, из-за стереотипов, характеризующих их как дотошных и способных следовать пошаговым инструкциям. Женщины, в том числе многие женщины не европеоидного происхождения, устремились на работу в компьютерную индустрию, потому что она считалась более меритократической, чем другие области. По мере того, как компьютеры интегрировались в повседневную жизнь людей, было замечено, что программисты оказывают все большее влияние. Из-за этой причины женщины были вытеснены, и в этой области стали преобладать мужчины.

### Разрыв в доступе против разрыва в навыках
Из-за снижения цен на подключение и оборудование дефицит навыков превысил помеху доступа, что является основным фактором гендерного цифрового разрыва. В течение многих лет считалось, что разрыв является следствием технических проблем. Считалось, что женщины догонят мужчин, когда в мире появятся более дешёвые устройства и более низкие цены на подключение из-за ограниченной покупательной способности и финансовой независимости женщин по сравнению с мужчинами. Стоимость доступа к ИКТ продолжает оставаться проблемой, и её усугубляют пробелы в образовании. Например, гендерный разрыв в возможности доступа в Интернет составляет около 17 % в арабских государствах и Азиатско -Тихоокеанском регионе, тогда как гендерный разрыв в навыках использования ИКТ достигает 25 % в некоторых странах Азии и Ближнего Востока . В странах Африки к югу от Сахары (АЮС) уровень доступа в Интернет в 2019 году составил 33,8 процента для мужчин и 22,6 процента для женщин. Гендерный разрыв интернет-пользовании составлял 20,7 % в 2013 году и до 37 % в 2019 году . Гендерный разрыв пользователей Интернета составлял 20,7 % в 2013 году и до 37 % в 2019 году . Уровень доступа в Интернет в 2019 году составил 33,8 процента для мужчин и 22,6 процента для женщин.
SSA имеет один из самых больших мобильных гендерных разрывов в мире, где более 74 миллионов женщин не подключены к сети. Гендерный разрыв в владении мобильными телефонами составил 13 процентов, по сравнению с 14 процентами в 2018 году; тем не менее, в странах с низким и средним уровнем дохода он остаётся значительным, поскольку женщины меньше, чем мужчины, подключаются к Интернету с мобильных устройств. Кроме того, женщины реже пользуются цифровыми услугами или мобильным Интернетом и, как правило, пользуются другими мобильными сервисами, чем мужчины.
Многие люди имеют доступ к недорогим устройствам и широкополосным сетям, но не обладают необходимыми навыками, чтобы воспользоваться преимуществами этих технологий для улучшения своей жизни. В Бразилии нехватка навыков (а не стоимость доступа) оказалась основной причиной того, что группы с низким доходом не пользуются Интернетом. В Индии отсутствие навыков и отсутствие потребности в Интернете были основными ограничивающими факторами для всех групп доходов.
Отсутствие понимания, интереса или времени является более серьёзной проблемой, чем доступность или финансовая возможность, как причина неиспользования Интернета. Несмотря на то, что дефицит навыков не позволяет мужчинам и женщинам использовать цифровые технологии, он, как правило, более серьёзен для женщин. В исследовании, проведённом в 10 странах с низким и средним уровнем дохода, женщины в 1,6 раза чаще, чем мужчины, сообщали о том, что отсутствие навыков является препятствием для использования Интернета . Женщины также чаще сообщают, что не видят причин для использования ИКТ. Интерес и потребность в использовании связаны с навыками, поскольку люди, не имеющие опыта работы с ИКТ или не понимающие их, склонны недооценивать их преимущества и полезность.

## Связь между цифровыми навыками и гендерным равенством
Во многих обществах гендерное равенство не приводит к гендерному равенству в цифровых сферах и профессиях технологической сферы. Сохранение растущего гендерного разрыва в цифровых навыках даже в странах, которые занимают первые места в глобальном индексе гендерного разрыва Всемирного экономического форума (что отражает сильное гендерное равенство), свидетельствует о необходимости вмешательств, способствующие развитию цифровых навыков женщин и девочек.
В большинстве стран основными препятствиями для доступа женщин к цифровым технологиям являются стоимость/недоступность, приводящие к неграмотности и отсутствию цифровых навыков. Например, в Африке 65,4 процента людей в возрасте 15 лет и старше неграмотны по сравнению со средним мировым показателем в 86,4 процента.

### Цифровой гендерный разрыв и COVID-19

#### Африка
Пандемия COVID-19 и меры, принятые правительствами в отношении социального дистанцирования и ограничения мобильности, способствовали расширению использования цифровых технологий для преодоления некоторых пробелов в физическом доступе. Однако быстрое распространение цифровых инструментов и услуг резко контрастирует с многочисленными системными и структурными барьерами на пути доступа к технологиям и их внедрения, с которыми по-прежнему сталкиваются многие жители сельских районов Африки. Гендерное неравенство, пересекающееся с другими социальными различиями, такими как класс, раса, возраст, инвалидность и т. д., и усугубляемое ими, определяет степень, в которой разные сельские женщины и мужчины могут не только получать доступ, но также использовать и извлекать выгоду из новых технологий и способов предоставления информации и услуг.
Помимо потенциала цифровых инструментов и приложений, кризис COVID-19 продемонстрировал существующий цифровой разрыв и особенно гендерный разрыв. По оценкам, 3,6 миллиарда человек во всем мире не подключены к Интернету, в том числе 900 миллионов человек в Африке. Только 27 процентов женщин в Африке имеют доступ к Интернету, и только 15 процентов из них могут позволить себе им пользоваться.

##### Цифровизация с учётом гендерных аспектов в ответ на COVID-19
Согласно исследованию ФАО, цифровизация с учётом гендерных аспектов в ответ на COVID-19 и за её пределами может включать:
- Улучшение доступности данных с сегрегацией по полу и гендерной статистике, которые фиксируют цифровые гендерные разрывы в сельских районах, чтобы лучше информировать политические и деловые решения.
- Содействие созданию благоприятной среды, включающей политику, стратегии и инициативы, учитывающие гендерные аспекты.
- Использование цифровых решений для оказания помощи сельским женщинам и девочкам в связи с COVID-19 и облегчения их доступа к услугам социальной защиты и альтернативным возможностям получения дохода.
- Выделение средств на цифровую акселерацию для поддержки предприятий, возглавляемых женщинами.
- Улучшение национального покрытия широкополосной связи, для обеспечения недорогой, доступной и надёжной инфраструктуры, необходимой для инклюзивной цифровой трансформации.
- Инвестирование в защиту интернет-пользователей, особенно неграмотных и уязвимых, от мошенничества и злоупотреблений цифровыми технологиями, таких как киберпреступления, включая сексуальные домогательства. По данным Структуры «ООН-женщины», во время пандемии COVID-19 количество таких преступлений увеличилось, особенно в отношении женщин и девочек.[26][18]

## Преимущества расширения возможностей цифровых технологий
Помощь женщинам и девочкам в развитии цифровых навыков означает более независимых женщин, более крепкие семьи, более сильные сообщества, более сильную экономику и более совершенные технологии. Цифровые навыки признаны важными жизненными навыками, необходимыми для полноценного участия в жизни общества . Основными преимуществами приобретения цифровых навыков являются:
- Облегчение выхода на рынок труда ;
- Содействие безопасности женщин как онлайн, так и офлайн;
- Расширение женского сообщества и политической активности;
- Экономическая выгода женщинам и обществу;
- Расширение прав и возможностей женщин, для помощи в руководстве будущим технологий и гендерного равенства;
- Ускорение прогресса в достижении международных целей.[1]

Цифровизация потенциально может проложить путь к повышению эффективности и функционирования продовольственных систем, что, в свою очередь, может оказать положительное влияние на средства к существованию женщин и мужчин-фермеров и агро предпринимателей, например, за счёт создания цифровых возможностей трудоустройства для молодых женщин и мужчин в сельские районы.

## Сокращение гендерного разрыва в цифровых навыках
Повышение цифровых навыков у девочек и женщин предполагает раннее, разнообразное и постоянное знакомство с цифровыми технологиями. Вмешательства не должны ограничиваться формальными учебными заведениями, они должны отражать многогранный подход, позволяющий женщинам и девочкам приобретать навыки в разнообразных формальных и неформальных условиях (дома, в школе, в своих сообществах и на рабочем месте). Цифровой разрыв затрагивает все возрастные группы, поэтому решения должны быть ориентированы на обучение на протяжении всей жизни . Технологические изменения придают импульс взгляду на всю жизнь, поскольку навыки, полученные сегодня, не обязательно будут актуальны через 5 или 10 лет. Цифровые навыки требуют регулярного обновления, чтобы не допустить дальнейшего отставания женщин и девочек.
Развитие цифровых навыков женщин и девочек поддерживается за счёт:
1. Принятия устойчивых, разнообразных и жизненно применимых подходов;
2. Установления стимулов, целей и квот;
3. Внедрения ИКТ в формальное образование;
4. Поддержки увлекающего опыта;
5. Подчёркивания значимого использования и ощутимой выгоды;
6. Поощрения совместного и взаимного обучения ;
7. Создания безопасных пространств и знакомства с женщинами там, где они есть;
8. Изучения исключающих практик и языка ;
9. Подбора и подготовки учителей, учитывающих гендерные аспекты ;
10. Продвижения образцов для подражания и наставников ;
11. Привлечения родителей ;
12. Использования общественных связей;
13. Поддержки технологической автономии и цифровых прав женщин.[1]

По данным Продовольственной и сельскохозяйственной организации (ФАО), существует семь факторов успеха в расширении прав и возможностей сельских женщин с помощью ИКТ:
- Адаптация контента так, чтобы он был для них значим.
- Создание безопасной среды для них подходящей для того, чтобы они могли делиться и учиться.
- Гендерно-чувствительное мировосприятие.
- Предоставление им доступа и инструментов для обмена
- Создание партнёрских отношений.
- Обеспечение правильного сочетания технологий.
- Обеспечение устойчивости

Регулирующая роль правительств (на местном, национальном, региональном и международном уровнях) имеет решающее значение для устранения инфраструктурных барьеров, гармонизации и обеспечения инклюзивности и учёта гендерной проблематики нормативно-правовой среды, а также для защиты всех заинтересованных сторон от мошенничества и преступности.

## Женский гендер в технологиях ИИ
Мужчины продолжают доминировать в технологическом пространстве, что служит увековечиванию гендерного неравенства, поскольку непризнанные предубеждения воспроизводятся и встраиваются в алгоритмы и искусственный интеллект (ИИ) .
Ограниченное участие женщин и девочек в технологическом секторе может способствовать укреплению существующих гендерных предубеждений и созданию новых. Участие женщин в технологическом секторе сдерживается неравным образованием и обучением цифровым навыкам. Разрывы в обучении и неуверенности в себе, возникающие уже в начальной школе, усиливаются по мере того, как девочки продвигаются по ступеням образования, поэтому к тому времени, когда они достигают высшего образования, лишь небольшая часть из них изучает компьютерные науки и смежные области информационных и коммуникационных технологий (ИКТ) на продвинутом уровне. Различия усиливаются при переходе от образования к работе. По оценкам Международного союза электросвязи (МСЭ), только 6 % профессиональных разработчиков программного обеспечения составляют женщины.
Технологии, создаваемые компаниями, в которых доминируют мужчины, часто отражают гендерные предубеждения. Установление баланса между мужчинами и женщинами в технологическом секторе поможет заложить основу для создания технологических продуктов, которые лучше отражают и в конечном итоге учитывают богатое разнообразие человеческого сообщества. Например, искусственный интеллект — отрасль технологического сектора, влияющая на жизнь людей. Сегодня ИИ обрабатывает информацию, отображаемую поисковыми системами в Интернете, определяет необходимое лечение, принимает решения о кредитах, ранжирует заявки на работу, переводит языки, размещает объявления, рекомендует тюремные сроки, влияет на решения об условно-досрочном освобождении, калибрует усилия по лоббированию и кампаниям, интуитивно понимает вкусы и предпочтения и на основе данных принимает решения, кто имеет право на страхование, и многое другое. Несмотря на растущее влияние этой технологии, женщины составляют всего 12 % исследователей ИИ. Преодоление гендерного разрыва начинается с создания более инклюзивного и гендерно-равного образования и обучения цифровым навыкам.

### Цифровые ассистенты
Цифровые ассистенты охватывают ряд подключенных к Интернету технологий, которые различными способами поддерживают пользователей. При взаимодействии с цифровыми ассистентами пользователи не ограничены узким диапазоном команд ввода, но им предлагается делать запросы, используя те входные данные, которые кажутся наиболее подходящими или естественными, независимо от того, печатаются они или произносятся. Цифровые ассистенты стремятся обеспечить и поддерживать более человеческое взаимодействие с технологиями. К цифровым ассистентам могут относиться: голосовые помощники, чат- боты и виртуальные агенты.

#### Феминизация голосовых помощников
Голосовые помощники стали основой цифровых платформ, а во многих странах и повседневной жизни. В период с 2008 по 2018 год частота голосовых поисковых запросов в Интернете увеличилась в 35 раз и составляет почти пятую часть мобильных интернет- поисков (по прогнозам, к 2020 году эта цифра увеличится до 50 %). Голосовые помощники теперь выполняют более 1 миллиарда задач в месяц, от повседневных (поиск песни) до более важных (связь со службами экстренной помощи).
Сегодня большинство ведущих голосовых помощников исключительно женские или женские по умолчанию, как по имени, так и по звучанию голоса. У Amazon есть Alexa (названная в честь древней библиотеки в Александрии), у Microsoft есть Cortana (названная в честь синтетического интеллекта в видеоигре Halo, который проецирует себя как чувственная обнажённая женщина), а у Apple есть Siri (придуманная норвежским соавтором iPhone 4S и означающая «красивая женщина, которая ведёт вас к победе» на норвежском языке). Хотя голосовой помощник Google — это просто Google Assistant, иногда называемый Google Home, его голос также женский.
Тенденция к феминизации помощников возникает в контексте растущего гендерного дисбаланса в технологических компаниях, так что мужчины обычно составляют от двух третей до трёх четвертей всей рабочей силы фирмы. Такие компании, как Amazon и Apple, цитируют научные работы, демонстрирующие, что люди предпочитают женский голос мужскому, оправдывая решение сделать голосовых помощников женскими. Дальнейшие исследования показывают, что потребители сильно недолюбливают голосовых помощников без чётких гендерных маркеров. Это снимает вопросы о гендерной предвзятости и означает, что компании получают прибыль, привлекая клиентов и угождая им. Исследования показывают, что клиенты хотят, чтобы их цифровые помощники звучали как женщины, поэтому разработчики цифровых помощников могут получить наибольшую прибыль, используя женский голос.
Исследователи, специализирующиеся на взаимодействии человека с компьютером, обнаружили, что и мужчины, и женщины склонны считать женские голоса более полезными. Восприятие может иметь корни в традиционных социальных нормах о женщинах как воспитателях (матери часто берут на себя — вольно или невольно — значительно больше заботы, чем отцы) и других социально сконструированных гендерных предубеждениях, существовавших до цифровой эры.